# Liste der Wasserschutzgebiete im Zollernalbkreis
In der Liste der Wasserschutzgebiete im Zollernalbkreis sind Wasserschutzgebiete (WSG) im Zollernalbkreis in Baden-Württemberg aufgeführt. Sie ist nach den offiziellen WSG-Nummern sortiert. In den Wasserschutzgebieten gelten für die Gewässer (Grundwasser, oberirdische Gewässer) besondere Ge- und Verbote, um das Wasser vor Verunreinigungen zu schützen. Die für die Wasserschutzgebiete zuständige Dienststelle ist das Landratsamt des Zollernalbkreises.
Diese Liste ist Teil der übergeordneten Liste der Wasserschutzgebiete in Baden-Württemberg und erhebt keinen Anspruch auf Vollständigkeit.

## Geschichte
Der Zollernalbkreis macht jährlich Angaben zur Entwicklung der Nitratkonzentrationen in den einzelnen Wasserschutzgebieten und erlässt für das folgende Jahr entweder Auflagen für Landwirte oder lockert bisherige Bewirtschaftungsauflagen auf der Grundlage der seit 1988 geltenden Schutzgebiets- und Ausgleichsverordnung (SchALVO) des Landes Baden-Württemberg. Diese Verordnung wurde zum 1. März 2001 novelliert. Neben der Einhaltung bestimmter Nitrat-Boden-Werte, die jährlich vom 15. Oktober bis 15. November gemessen werden, ist im Rahmen der SchALVO unter anderem vorgeschrieben, dass in den Wasserschutzgebieten Düngung und Pflanzenschutzmaßnahmen nach guter fachlicher Praxis erfolgen müssen, um das Grundwasser vor Beeinträchtigung durch Stoffeinträge aus der Landbewirtschaftung zu schützen.

## Wasserschutzgebiete im Zollernalbkreis
| WSG-Nr. | WSG-Name                              | Hauptgemeinde | Lage | Fläche (Hektar) | Datum (Rechtsverordnung) | Bild             |
| ------- | ------------------------------------- | ------------- | ---- | --------------- | ------------------------ | ---------------- |
| 417002  | WSG Eyachtal – Tiefbrunnen            | Haigerloch    | ⊙    |                 |                          |                  |
| 417004  | WSG Kappelwiesen                      | Burladingen   | ⊙    | 2,3             | 1962-07-25               |                  |
| 417007  | WSG Eisenbrunnen/Sandbrunnen          | Dotternhausen | ⊙    | 19,24           | 1975-03-20               | (weitere Bilder) |
| 417011  | WSG Steinhoferwald                    | Albstadt      | ⊙    | 14,13           | 1984-04-11               | (weitere Bilder) |
| 417012  | WSG Steinhoferwald                    | Albstadt      | ⊙    | 31,62           | 1984-04-11               | (weitere Bilder) |
| 417013  | WSG Entenweiher                       | Albstadt      | ⊙    | 38,36           | 1984-04-11               | (weitere Bilder) |
| 417014  | WSG Klingenbach                       | Albstadt      | ⊙    | 19,36           | 1984-04-11               | (weitere Bilder) |
| 417015  | WSG Klingenbach                       | Albstadt      | ⊙    | 50,27           | 1984-04-11               | (weitere Bilder) |
| 417016  | WSG Hessental                         | Albstadt      | ⊙    | 156,59          | 1984-08-17               | (weitere Bilder) |
| 417017  | WSG Schwarzer Brunnen                 | Albstadt      | ⊙    | 276,87          | 1984-03-23               | (weitere Bilder) |
| 417018  | WSG Galgenquellen                     | Nusplingen    | ⊙    | 46,14           | 1985-04-24               | (weitere Bilder) |
| 417021  | WSG Maria Zell                        | Hechingen     | ⊙    | 193,93          | 2004-10-29               | (weitere Bilder) |
| 417022  | WSG Stettener Wald                    | Hechingen     | ⊙    | 221,36          | 2004-10-29               | (weitere Bilder) |
| 417023  | WSG Bergen                            | Hechingen     | ⊙    | 191,88          | 2015-05-11               |                  |
| 417112  | WSG Scheibenbühlquellen               | Obernheim     | ⊙    | 511,09          | 1997-01-10               | (weitere Bilder) |
| 417113  | WSG Massholderquellen/Böllatquelle    | Balingen      | ⊙    | 128,83          | 1990-09-17               | (weitere Bilder) |
| 417114  | WSG Eckwaldquelle                     | Balingen      | ⊙    | 45,26           | 1990-09-17               | (weitere Bilder) |
| 417115  | WSG Uchentalquelle II                 | Albstadt      | ⊙    | 26,73           | 1989-08-15               | (weitere Bilder) |
| 417116  | WSG Stellequellen/Lutzenbrunnenquelle | Balingen      | ⊙    | 41,75           | 1989-08-15               | (weitere Bilder) |
| 417117  | WSG Wannentalquellen/Eckquellen       | Balingen      | ⊙    | 201,03          | 1989-08-15               | (weitere Bilder) |
| 417119  | WSG Plettenbergquellen                | Dotternhausen | ⊙    | 227,91          | fachtechnisch abgegrenzt | (weitere Bilder) |
| 417120  | WSG Tanzwasenquelle                   | Ratshausen    | ⊙    | 6,23            | fachtechnisch abgegrenzt | (weitere Bilder) |
| 417121  | WSG Oberes Vehlatal                   | Burladingen   | ⊙    | 3.555,62        | 1989-12-01               |                  |
| 417202  | WSG Bauernwiesen                      | Haigerloch    | ⊙    | 82,02           | 2002-06-12               |                  |
| 417203  | WSG Langer Brunnen/Mühlhaldenquelle   | Burladingen   | ⊙    | 6.128,99        | 2001-07-02               | (weitere Bilder) |
| 417215  | WSG Käsentalquellen                   | Albstadt      | ⊙    | 162,84          | 1997-03-07               | (weitere Bilder) |
| 417217  | WSG Mohrenwirtswald                   | Balingen      | ⊙    | 58,1            | 1997-06-10               | (weitere Bilder) |
| 417218  | WSG Brunnental                        | Meßstetten    | ⊙    | 389,72          | 1990-08-16               | (weitere Bilder) |
| 417219  | WSG Untereck                          | Albstadt      | ⊙    | 67,2            | 1997-06-10               | (weitere Bilder) |
| 417220  | WSG Wittum                            | Balingen      | ⊙    | 49,37           | 1997-06-10               | (weitere Bilder) |
| 417224  | WSG Tann                              | Obernheim     | ⊙    | 219,62          | 1996-06-10               | (weitere Bilder) |
| 417227  | WSG Winterhaldenquellen               | Obernheim     | ⊙    | 94,47           | 1990-08-16               | (weitere Bilder) |
| 417228  | WSG Schäferquelle                     | Meßstetten    | ⊙    | 37,84           | 1990-08-16               | (weitere Bilder) |
| 417229  | WSG Heuberg                           | Meßstetten    | ⊙    | 14.338,09       | 1989-05-10               | (weitere Bilder) |
| 417230  | WSG Quellen im Schmiechatal           | Albstadt      | ⊙    | 2.500,6         | 1988-12-02               | (weitere Bilder) |
| 427231  | WSG Quellen im Schmeietal             | Straßberg     | ⊙    | 2.195,77        | 1988-12-02               |                  |
| 417232  | WSG Bachenau und Vornagel             | Jungingen     | ⊙    | 200,3           | 1999-02-18               |                  |